# نیکی‌نامه
نیکی‌نامه کتابی است اثر مرزبان بن رستم. این کتاب به زبان طبری نوشته شده و در واقع دیوان شعر مرزبان است.
تاکنون اثری از این کتاب یافت نشده‌است.
در کتاب تاریخ طبرستان (جلد یک، صفحهٔ ۱۳۷) چنین از آن یاد شده:
و بنظم طبری او (مرزبان بن رستم) را دیوانی است که نیکی‌نامه می‌گویند و دستور نظم طبرستان است.— ابن اسفندیار، تاریخ طبرستان